# Typhlodromus bichaetae
Typhlodromus bichaetae är en spindeldjursart som beskrevs av Wolfgang Karg 1989. Typhlodromus bichaetae ingår i släktet Typhlodromus och familjen Phytoseiidae. Inga underarter finns listade i Catalogue of Life.